# Sydamerikanska spelen
Sydamerikanska spelen är ett multisportevenemang för nationer i Sydamerika som arrangeras av Organización Deportiva Suramericana. Första upplagan hölls 1978 i La Paz i Bolivia och har sedan dess arrangerats vart fjärde år.

## Upplagor
| År   | Spel | Värdort                                       | Värdland  | Datum                    | Idrottare | Nationer | Sporter |
| ---- | ---- | --------------------------------------------- | --------- | ------------------------ | --------- | -------- | ------- |
| 1978 | 1    | La Paz                                        | Bolivia   | 3–12 november            | 480       | 8        | 16      |
| 1982 | 2    | Rosario                                       | Argentina | 26 november – 5 december | 961       | 10       | 19      |
| 1986 | 3    | Santiago                                      | Chile     | 28 november – 8 december | 969       | 10       | 17      |
| 1990 | 4    | Lima                                          | Peru      | 1–10 december            | 1 070     | 10       | 16      |
| 1994 | 5    | Valencia                                      | Venezuela | 19–28 november           | 1 599     | 14       | 19      |
| 1998 | 6    | Cuenca                                        | Ecuador   | 21–31 oktober            | 1 525     | 14       | 24      |
| 2002 | 7    | Belém, Curitiba, Rio de Janeiro och São Paulo | Brasilien | 1–11 augusti             | 2 069     | 13       | 24      |
| 2006 | 8    | Buenos Aires                                  | Argentina | 9–19 november            | 2 938     | 15       | 28      |
| 2010 | 9    | Medellín                                      | Colombia  | 19–30 mars               | 3 751     | 15       | 31      |
| 2014 | 10   | Santiago                                      | Chile     | 7–18 mars                | 3 499     | 14       | 33      |
| 2018 | 11   | Cochabamba                                    | Bolivia   | 26 maj – 8 juni          | 4 010     | 14       | 35      |
| 2022 | 12   | Asunción                                      | Paraguay  | 1–15 oktober             | 4 476     | 15       | 34      |
| 2026 | 13   | Rosario, Santa Fe och Rafaela                 | Argentina | 12–26 september          |           |          |         |